# Torworth
 (juillet 2023).
Torworth est une paroisse civile et un village du Nottinghamshire, en Angleterre.